# Faurea
- Commons
- Wikispecies

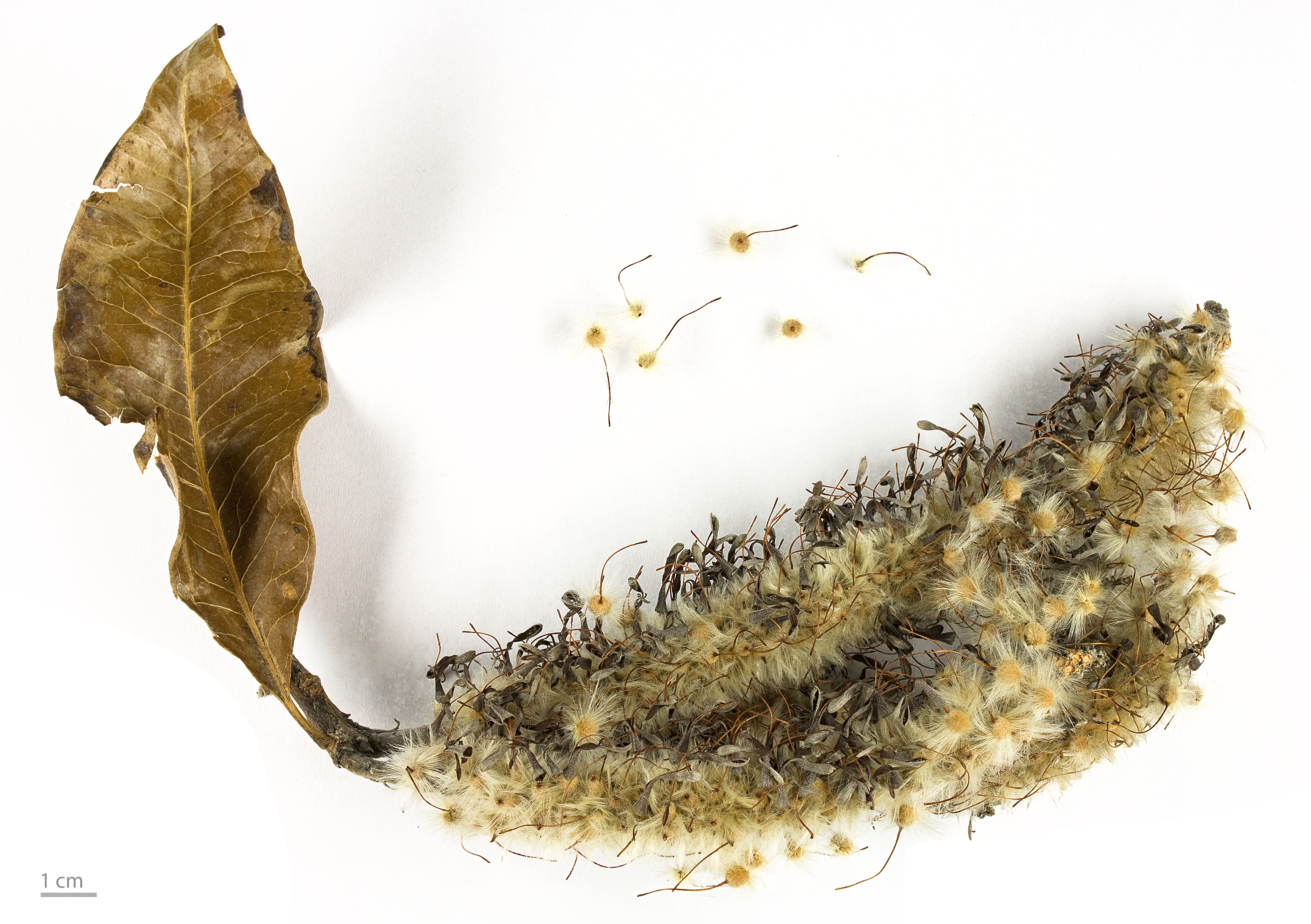
Faurea rochetiana - MHNT

Faurea é um género botânico pertencente à família Proteaceae